# Албарола (Пјаченца)
Албарола је насеље у Италији у округу Пјаченца, региону Емилија-Ромања.
Према процени из 2011. у насељу је живело 198 становника. Насеље се налази на надморској висини од 200 м.